# Lista över viceguvernörer i Texas
Nedan följer en lista över personer som varit viceguvernör i delstaten Texas. Texas blev delstat i USA 29 december 1845, utträdde ur USA 1 februari 1861 och anslöt sig till Amerikas konfedererade stater 23 mars 1861. Efter amerikanska inbördeskriget ockuperades Texas av nordstaterna och blev delstat på nytt 30 mars 1870. Viceguvernörens ämbete är det näst högsta i Texas regering.
| Namn                      | Parti      | Ämbetsperiod |
| ------------------------- | ---------- | ------------ |
| Albert Clinton Horton     | Demokrat   | 1846-1847    |
| John Alexander Greer      | Demokrat   | 1847-1851    |
| J.W. Henderson            | Demokrat   | 1851-1853    |
| David Catchings Dickson   | Demokrat   | 1853-1855    |
| Hardin Richard Runnels    | Demokrat   | 1855-1857    |
| Francis Lubbock           | Demokrat   | 1857-1859    |
| Edward Clark              | Demokrat   | 1859-1861    |
| John McClannahan Crockett | Demokrat   | 1861-1863    |
| Fletcher Stockdale        | Demokrat   | 1863-1865    |
| vakant                    | –          | 1865-1866    |
| George Washington Jones   | Demokrat   | 1866-1867    |
| vakant                    | –          | 1867-1869    |
| James W. Flanagan         | Republikan | 1869-1869    |
| vakant                    | –          | 1869-1874    |
| Richard B. Hubbard        | Demokrat   | 1874-1876    |
| vakant                    | –          | 1876-1879    |
| Joseph D. Sayers          | Demokrat   | 1879-1881    |
| Leonidas Jefferson Storey | Demokrat   | 1881-1883    |
| Francis Marion Martin     | Demokrat   | 1883-1885    |
| Barnett Gibbs             | Demokrat   | 1885-1887    |
| Thomas Benton Wheeler     | Demokrat   | 1887-1891    |
| George C. Pendleton       | Demokrat   | 1891-1893    |
| Martin McNulty Crane      | Demokrat   | 1893-1895    |
| George Taylor Jester      | Demokrat   | 1895-1899    |
| James Browning            | Demokrat   | 1899-1903    |
| George D. Neal            | Demokrat   | 1903-1907    |
| Asbury Bascom Davidson    | Demokrat   | 1907-1913    |
| William Harding Mayes     | Demokrat   | 1913-1914    |
| vakant                    | –          | 1914-1915    |
| William P. Hobby          | Demokrat   | 1915-1917    |
| vakant                    | –          | 1917-1919    |
| Willard Arnold Johnson    | Demokrat   | 1919-1921    |
| Lynch Davidson            | Demokrat   | 1921-1923    |
| Thomas Whitfield Davidson | Demokrat   | 1923-1925    |
| Barry Miller              | Demokrat   | 1925-1931    |
| Edgar E. Witt             | Demokrat   | 1931-1935    |
| Walter Frank Woodul       | Demokrat   | 1935-1939    |
| Coke R. Stevenson         | Demokrat   | 1939-1941    |
| vakant                    | –          | 1941-1943    |
| John Lee Smith            | Demokrat   | 1943-1947    |
| Allan Shivers             | Demokrat   | 1947-1949    |
| vakant                    | –          | 1949-1951    |
| Ben Ramsey                | Demokrat   | 1951-1961    |
| vakant                    | –          | 1961-1963    |
| Preston Smith             | Demokrat   | 1963-1969    |
| Ben Barnes                | Demokrat   | 1969-1973    |
| William P. Hobby Jr.      | Demokrat   | 1973-1991    |
| Bob Bullock               | Demokrat   | 1991-1999    |
| Rick Perry                | Republikan | 1999-2000    |
| Bill Ratliff              | Republikan | 2000-2003    |
| David Dewhurst            | Republikan | 2003-2015    |
| Dan Patrick               | Republikan | 2015-        |